# 650年代
650年代（ろっぴゃくごじゅうねんだい）は、西暦（ユリウス暦）650年から659年までの10年間を指す十年紀。

## できごと

### 650年
- 650年頃 - スマトラ島にシュリービジャヤ王国が成立。

### 651年
- サーサーン朝ペルシアが滅亡。

### 653年
- 孝徳天皇と中大兄皇子（後の天智天皇）とが不和になり。中大兄皇子以下は飛鳥に還る。

### 655年
- 斉明天皇、飛鳥板蓋宮で重祚する。
- 東ローマ帝国がリュキア沖の海戦でイスラム帝国に惨敗。

### 656年
- ウスマーンの暗殺（英語版）

### 657年
- 斉明天皇、盂蘭盆会を行う。

### 658年
- 有間皇子の変。